# Ipolyszög
Ipolyszög (slovakiska: Ryba) är en ort (by) i provinsen Nógrád i norra Ungern. Orten har 548 invånare (2024), på en yta av 6,07 km². Den ligger vid gränsen till Slovakien, cirka 5 kilometer sydväst om Balassagyarmat.